# Kostel svaté Kateřiny Alexandrijské (Corvara)
Kostel svaté Kateřiny Alexandrijské v Corvara in Badia je kostelík na hřbitově v jižní části obce Corvara v oblasti Val Badia italských Dolomit v autonomní provincii Bolzano v Tridentsku-Horní Adiži.

## Historie

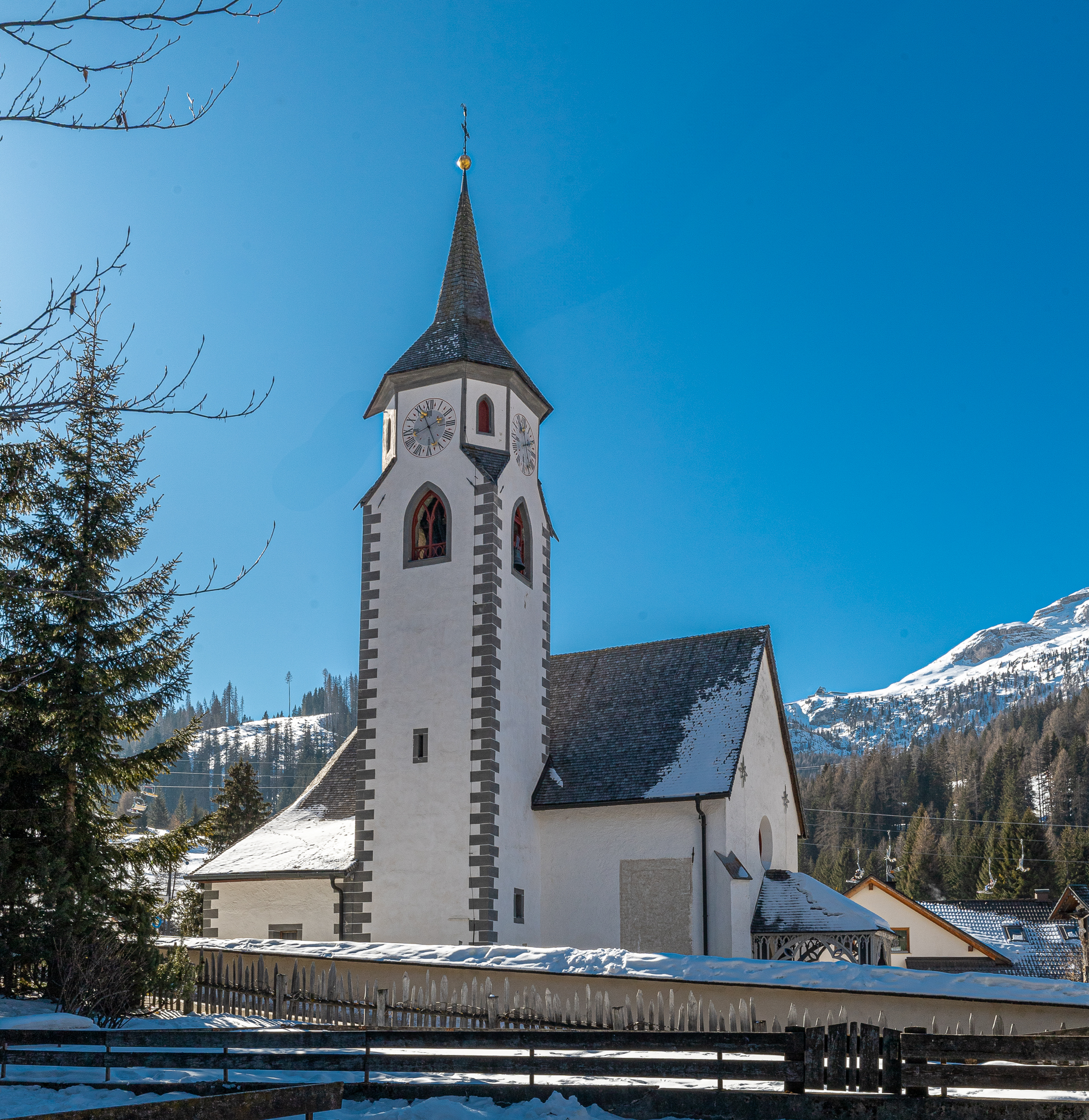
Věž kostela

Kostel byl postaven v roce 1498 v pozdně gotickém slohu. Kostel byl dříve farním.
Apsida je polygonální s vějířovou klenbou. V interiéru jsou nástěnné malby z 15. až 17. století.
Zvonice má osmiboký buben a je zakončena věžičkou.
K přilehlému hřbitovu patří malá kaple.